# Tiếng Soyot
Tiếng Soyot (hay Soyot-Tsaatan) là một ngôn ngữ Turk đã tuyệt chủng và đang được hồi sinh thuộc nhánh Sayan Siberia, tương tự như tiếng Dukha và có liên quan chặt chẽ với tiếng Tofa. Có hai phương ngôn được nói ở Nga và Mông Cổ: Soyot ở huyện Okinsky của Cộng hòa Buryatia (Nga) và Tsaatan ở thung lũng Darkhad của Mông Cổ.
Ngôn ngữ này đang được hồi sinh trong các trường tiểu học. Năm 2002, V. I. Rassadin xuất bản từ điển Soyot-Buryat-Nga. Năm 2020, ông tiếp tục xuất bản một cuốn sách dành cho trẻ em bằng tiếng Soyot, cùng với các bản dịch tiếng Nga, tiếng Mông Cổ và tiếng Anh.

## Phân loại
Tiếng Soyot-Tsaatan thuộc ngữ hệ Turk. Trong họ này, nó được xếp vào nhánh Turk Sayan. Theo một số nhà nghiên cứu, nhánh Turk Sayan có năm ngôn ngữ:
- Tuva (ISO 639:tyv)
- Tofa (ISO 639:kim)
- Soyot
- Dukha (ISO 639:dkh, bị từ chối)
- Tuba (đã tuyệt chủng, không nhầm lẫn với phương ngữ Tubalar của tiếng Bắc Altai)

Theo Glottolog, Soyot là một phương ngữ của các ngôn ngữ Taiga và Sayan:
- Tuva (ISO 639:tyv)
  - Bốn phương ngữ
- Tiếng Taiga Sayan (ISO 639:kim)
  - Dukha
  - Soyot
  - Toju
  - Tofa
  - Tuha

Tương tự như vậy, Ragagnin chia các ngôn ngữ Sayan thành hai nhánh: Thảo nguyên và Taiga, nhưng sự khác biệt nhất định so với Glottolog:
- Taiga
  - Dukha
  - Tofa
  - Toju
  - Phương ngữ Tuva Tere-Khöl
  - Soyot
- Thảo nguyên
  - Tiếng Tuva chuẩn
  - Các phương ngữ Altay-Sayan của Trung Quốc và Mông Cổ
  - Tuha

## Chữ viết
Tiếng Soyot-Tsaatan ít được viết ra. Rassadin sử dụng hệ chữ dạng Kirin để đại diện cho tiếng Soyot trong từ điển và sách ngữ pháp của mình. Một số chữ cái chỉ được dùng trong các từ vay mượn tiếng Nga.
| Chữ cái | IPA      | Chữ cái | IPA | Chữ cái | IPA      |
| ------- | -------- | ------- | --- | ------- | -------- |
| Аа      | /a/      | Һһ      | /h/ | Хх      | /x/      |
| Бб      | /b/      | Лл      | /l/ | Цц      | /t͡s/     |
| Вв      | /v/      | Мм      | /m/ | Чч      | /t͡ʃ/     |
| Ғғ      | /ɣ/      | Нн      | /n/ | Ҷҷ      | /d͡ʒ/     |
| Дд      | /d/      | Ңң      | /ŋ/ | Шш      | /ʃ/      |
| Ее      | /e, ʲe/  | Оо      | /o/ | Щщ      | /ɕ/      |
| Ёё      | /ʲo, jo/ | Өө      | /ø/ | Ъъ      | /◌ˤ/     |
| Жж      | /ʒ/      | Пп      | /p/ | Ыы      | /ɯ/      |
| Зз      | /z/      | Рр      | /r/ | Ьь      | /◌ʲ/     |
| Ии      | /i/      | Сс      | /s/ | Ээ      | /e/      |
| Іі      | /i/      | Тт      | /t/ | Әә      | /æ/      |
| Йй      | /j/      | Уу      | /u/ | Юю      | /ʲu, ju/ |
| Кк      | /k/      | Үү      | /y/ | Яя      | /ʲa, ja/ |
| Ққ      | /q/      | Фф      | /f/ |         |          |

## Ngữ pháp

### Tính từ
Một số tính từ có thể được tăng tính chất bằng cách lặp âm tiết. Người Soyot lấy âm tiết đầu tiên cùng với /p/ và thêm nó vào phía trước của từ, ví dụ: qap-qara "rất đen", sap-sarɯɣ "rất vàng". Các tính từ khác được tăng cường bằng cách sử dụng trạng từ tuŋ "rất", ví dụ: tuŋ ulɯɣ "rất lớn".

### Số đếm
Tiếng Soyot-Tsaatan sử dụng hệ thống đếm cơ số 10.
| 1   | biræː | 10   | on               |
| 2   | iˁhi  | 20   | t͡ʃeːrbi, t͡ʃeːrvi |
| 3   | yʃ    | 30   | yd͡ʒøn            |
| 4   | dørt  | 40   | dørtøn           |
| 5   | beʃ   | 50   | bed͡ʒøn           |
| 6   | aˁltɯ | 60   | aˁlton           |
| 7   | t͡ʃedi | 70   | t͡ʃedon           |
| 8   | ses   | 80   | ses on           |
| 9   | tos   | 90   | tos on           |
| 100 | t͡ʃys  | 1000 | mɯŋ              |

Các số phức tạp được tạo ra nhiều tương tự như tiếng Việt, ví dụ: yʃ mɯŋ tos t͡ʃys tos on tos "ba nghìn chín trăm chín mươi chín".
Các số thứ tự được hình thành bằng cách thêm từ duɣaːr vào chữ số chính, ví dụ: iˁhi duɣaːr "thứ hai".